# Episcia lilacina
Episcia lilacina är en tvåhjärtbladig växtart som beskrevs av Johannes von Hanstein. Episcia lilacina ingår i släktet Episcia och familjen Gesneriaceae. Inga underarter finns listade i Catalogue of Life.

## Bildgalleri

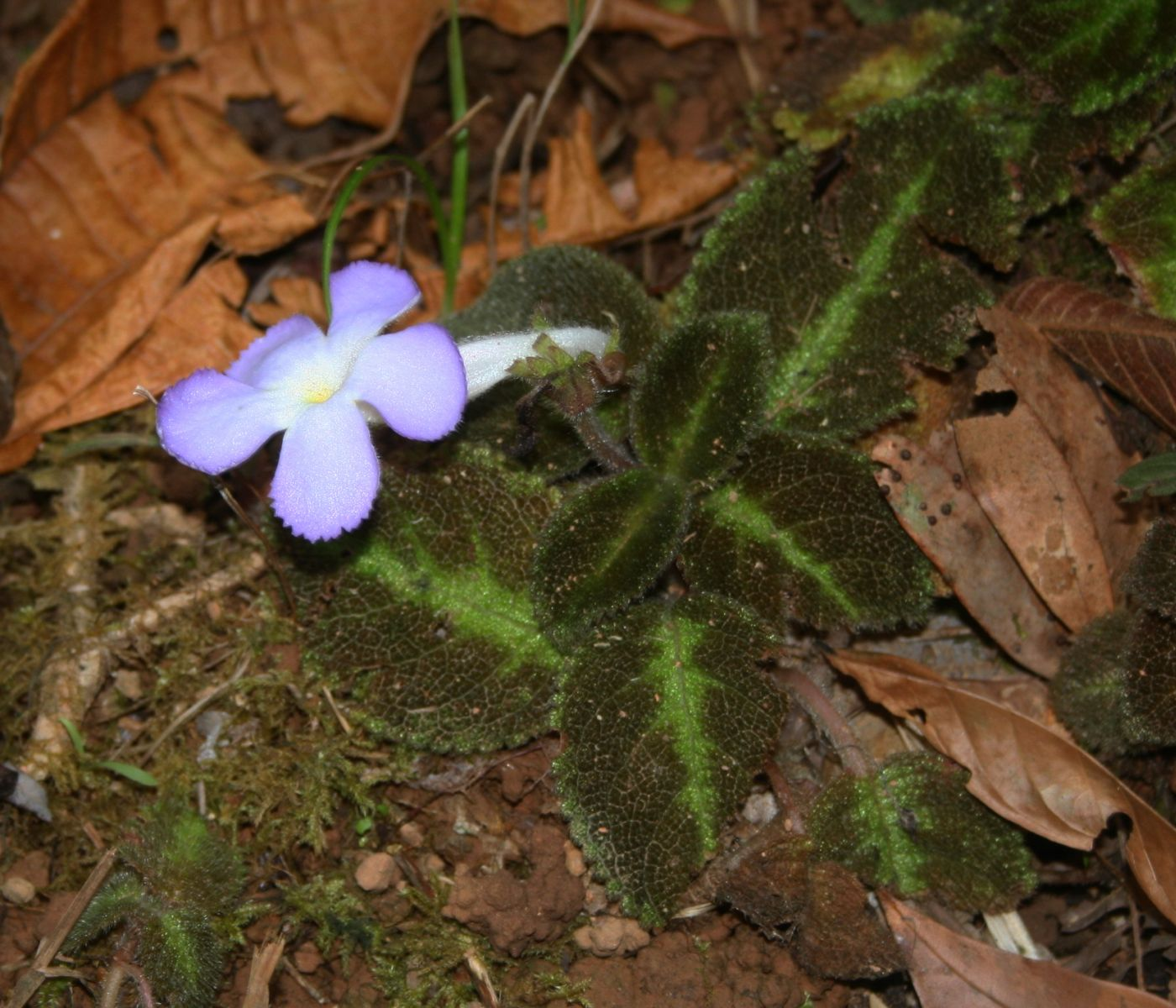